# كاش (تركيا)
كاش هي بلدة تقع في محافظة أنطاليا، تركيا، تبعد عن مدينة أنطاليا حوالي 168 كم، تشتهر البلدة بالصيد وبسياحة الغوص واليخوت.